# Cải cách Stolypin
Cải cách nông nghiệp Stolypin là một chương trình cải cách trong lĩnh vực nông nghiệp của Đế quốc Nga được thực hiện trong nhiệm kỳ của Chủ tịch hội đồng bộ trưởng (Thủ tướng) Pyotr Stolypin. Hầu hết những cải cách này đều dựa trên các khuyến nghị của một ủy ban có tên gọi "Hội nghị Đặc biệt về Nhu cầu của Ngành nông nghiệp", được tổ chức tại Nga trong những năm 1901–1903 vào nhiệm kỳ của Bộ trưởng Bộ Tài chính Sergei Witte.

## Cải cách nông nghiệp
Chương trình cải cách này được khởi xướng nhằm biến đổi và thay thế mô hình nông nghiệp Nga truyền thống obshchina. Những hạn chế của mô hình obshchina bao gồm sở hữu tập thể, phân bổ đất đai một cách phân tán dựa trên quy mô của gia đình và quyền kiểm soát những mảnh đất đó thường tập trung vào những người lớn tuổi hơn trong gia đình. Những người nông nô đã được giải phóng bởi cuộc cải cách giải phóng năm 1861 thường thiếu khả năng tài chính để có thể rời khỏi lô đất của họ, vì họ phải chịu nợ tiền nhà nước với khoảng thời hạn lên đến 49 năm. Stolypin, vì là một người bảo thủ, cũng tìm cách để loại bỏ các hệ thống công xã - được gọi là mir - để giảm triệt để mầm móng tư tưởng cực đoan giữa các nông dân, từ đó ngăn ngừa tình trạng bất ổn chính trị như đã dẫn đến cuộc cách mạng năm 1905. Stolypin tin rằng việc trói buộc nông dân vào đất tư nhân do chính họ sở hữu sẽ sinh ra một tầng lớp nông dân có tư tưởng lợi nhuận và bảo thủ về mặt chính trị như những ai đang sinh sống ở các khu vực Tây Âu.
Các cuộc cải cách bắt đầu với việc đưa ra quyền sở hữu đất cá nhân vô điều kiện theo Ukase (sắc lệnh) ngày 9 tháng 11 năm 1906. Những cải cách của Stolypin sẽ bãi bỏ mô hình obshchina và thay thế nó bằng một thể chế nông nghiệp thiên hướng hướng theo tư bản chủ nghĩa, từ việc thiết lập quy chế sở hữu đất đai tư nhân và hợp nhất các trang trại hiện đại được thiết kế để làm cho nông dân trở nên bảo thủ thay vì cấp tiến.
Những cải cách đã đưa ra những điều sau:
- Phát triển mô hình chăn nuôi cá thể quy mô lớn (khutor)
- Giới thiệu hợp tác xã nông nghiệp
- Phát triển giáo dục nông nghiệp
- Phổ biến các phương pháp cải tạo đất mới
- Giới thiệu hạn mức tín dụng hợp lý cho nông dân

Cải cách Stolypin được triển khai theo một chiến dịch toàn diện từ năm 1906 đến năm 1914. Bản thân mô hình này không phải là mô hình hướng theo nền kinh tế kế hoạch như tồn tại ở Liên Xô vào những năm 1920, mà là sự tiếp nối của chương trình chủ nghĩa tư bản nhà nước đã được tiến hành dưới thời Sergei Witte. Chương trình của Stolypin khác với chương trình của Witte ở chỗ, không phải ở sự thúc đẩy một cách nhanh chóng, mà nằm ở việc chúng là những cải cách liên quan tới lĩnh vực nông nghiệp, bao gồm cải thiện các quyền cá nhân trên diện rộng và nó còn lấy được sự ủng hộ từ phía cảnh sát. Những cải cách này đã đặt nền móng cho một hệ thống nông nghiệp theo hướng kinh tế thị trường cho nước Nga.
Các bộ trưởng tham gia vào việc thực thi cải cách nông nghiệp của Stolypin bao gồm bản thân Stolypin với tư cách là Bộ trưởng Bộ Nội vụ và Thủ tướng, Alexander Krivoshein là Bộ trưởng Nông nghiệp và Tài sản Nhà nước, và Vladimir Kokovtsov là Bộ trưởng Tài chính và là người kế nhiệm Stolypin làm Thủ tướng.
Chương trình nông nghiệp của Liên Xô trong thập niên 1920 đã đảo ngược lại các chính sách cải cách của Stolypin. Nhà nước trực tiếp tiếp quản ruộng đất của nông dân và di dời những người nông dân sang sống và làm việc các nông trường tập thể.

## Tái định cư
Nhờ vào việc mở rộng Đường sắt xuyên Siberia và các tuyến đường sắt khác ở phía đông Dãy núi Ural và Biển Caspi, việc di cư đến vùng Siberia đã tăng lên đáng kể. Thompson đã ước tính rằng từ năm 1890 đến năm 1914, hơn 10 triệu người đã tự do đổ từ miền tây nước Nga đến các khu vực nằm phía đông dãy Ural.
Việc di cư ồ ạt này đã được khuyến khích bởi Ủy ban Đường sắt Xuyên Siberia, do đích thân Sa hoàng Nicholas II đứng đầu. Các cuộc cải cách nông nghiệp do Stolypin đề xướng còn bao gồm quyền lợi cho những nông dân tái định cư đến Siberia. Ngoài ra, một cục đảm nhiệm việc di cư được thành lập vào năm 1906 thuộc Bộ Nông nghiệp. Cục này có trọng trách tổ chức việc tái định cư và hỗ trợ những người tái định cư trong những năm đầu tiên của họ ở các khu định cư mới. Những người di cư được nhận trung bình 16,5 ha đất cho một người. Tổng diện tích đã được bàn giao là 21 triệu ha. Những người di cư còn được nhận thêm một khoản trợ cấp nhỏ của nhà nước, miễn một số loại thuế và một số hướng dẫn giúp đỡ nông dân tái định cư từ các cơ quan nhà nước.
Một phần nhờ những chính sách này, trong số 10 triệu người di cư đến Siberia, có khoảng 2,8 triệu là di dời trong những năm 1908 đến năm 1913. Việc này đã làm tăng dân số của các khu vực phía đông Ural lên 2,5 lần trước khi Chiến tranh thế giới thứ nhất bùng nổ.

## Chính sách hợp tác xã
Một số hình thức hợp tác xã đã được tạo ra trong chương trình cải cách nông nghiệp Stolypin, bao gồm hợp tác tài chính-tín dụng, hợp tác sản xuất và hợp tác tiêu dùng. Nhiều yếu tố trong các chương trình hỗ trợ hợp tác của Stolypin sau đó được đưa vào các chương trình nông nghiệp thời kỳ đầu của Liên Xô, cho thấy được sức ảnh hưởng lâu dài của Stolypin.